# 364875 Hualookeng
364875 Hualookeng este o planetă minoră (asteroid) din centura de asteroizi. A fost descoperită pe 29 februarie 2008 la Xuyi County⁠(d) de  și a fost numită după Hua Luogeng⁠(d). 
Obiectul prezintă o orbită caracterizată de o semiaxă mare de 2,6454110780431 UAi, o excentricitate de 0,078695115605761, o înclinație de 12,063018500375 ° în raport cu ecliptica.